# Museo del Calcio
Il Museo del Calcio è situato in viale Palazzeschi 20 a Firenze, nel quartiere di Coverciano, nella casa coloniale del Podere Gignoro, collocata all'interno del Centro Tecnico Federale della FIGC.
Il museo, che fa capo alla Fondazione Museo del Calcio, raccoglie la storia presente e passata della nazionale di calcio dell'Italia e della Federazione Italiana Giuoco Calcio. Sono esposti numerosi cimeli della nazionale italiana dal 1922 ad oggi (palloni, medaglie, scarpe, coppe, maglie, ecc.), oltre a un centro informativo digitale con archivio di fotografie e filmati.

## Storia
Il Museo del Calcio fu ideato in previsione dei lavori di ampliamento del Centro Tecnico Federale, in occasione di Italia 1990, su iniziativa di Fino Fini, Presidente della Fondazione. 
Il 22 maggio 2000 venne aperto il "Museo del calcio italiano" (la cui "fondazione" era stata creata nel 1996), con una cerimonia di inaugurazione svolta a Palazzo Vecchio alla presenza dell'allora Ministro per i beni culturali, Giovanna Melandri, e delle massime autorità federali e civili. Il museo, realizzato in una cascina abbandonata ai margini del Centro Tecnico Federale, ebbe inizialmente una superficie di 800 m² per l'esposizione di trecento cimeli, e un costo totale di 1500000000 L. utilizzati dall'attivo dei fondi di Italia 1990.

## Sede
Il museo trova sede nella ristrutturata casa coloniale chiamata Podere Gignoro. Il recupero dell'edificio avvenne, su progetto dell'architetto Franco Di Ferdinando, mediante la ricostruzione fedele della volumetria rilevata e dedotta, con il mantenimento dei vuoti e dei pieni, della posizione delle finestre e degli accessi, delle arcate, pur se tutto è stato ottenuto mediante strutture edilizie attuali. Le strutture orizzontali furono ricostruite con gli stessi materiali tradizionalmente usati, con travi in legno, travicelli e mattoni. I lavori terminarono nel 1992. 
Attualmente è di nuovo visibile l'edificio di un tempo, articolato su un corpo centrale a tre piani, accompagnato da due ali con varie soluzioni di continuità dei tetti, il tutto affacciato sulla grande aia ripavimentata, al di sotto della quale si apre la nuova grande sala interrata per convegni e congressi.

## Percorso espositivo
Il percorso museale è articolato in sei sale: 
- Prima sala: sono raccolti i cimeli che raccontano la storia della Nazionale di calcio dell'Italia dai suoi esordi fino al Campionato mondiale di calcio 1982. Tra i cimeli esposti è presente la maglia[5] con cui Silvio Piola ha esordito in nazionale il 24 marzo 1935 contro l'Austria e sulla quale la madre dell’attaccante azzurro ha cucito una dedica al figlio. Inoltre è esposta la maglia verde indossata da Celestino Celio in occasione della partita amichevole Italia-Argentina, disputata a Roma nel 1954.
- Seconda sala: è dedicata alla storia della Nazionale dai Mondiali 1986 fino ai giorni nostri. In questa sala è presente la mascotte del Mondiale di Italia ’90, e le maglie di Franco Baresi[6] e Alessandro Costacurta[7] del Mondiale del 1994 disputatosi negli USA.
- Terza sala: è dedicata alla Nazionale di calcio femminile dell'Italia. Vi sono esposte le maglie di Rita Guarino[8], Carolina Morace[9], Alia Guagni[10] ed i palloni dei Mondiali del 1999 e del 2019. Sulla parete sinistra invece è presente una collezione di palloni di tutte le epoche, dal 1930 fino al 2020. Sulla parete destra è possibile ripercorrere l'evoluzione del logo della Nazionale.
- Quarta sala: è la sala dei trofei. Qui sono raccolte le coppe della Nazionale: le 4 vittorie ai mondiali, all'europeo del 1968, la Coppa Internazionale del 1930[11] e la Coppa del Duce[12] del mondiale 1934. Sono presenti inoltre i trofei degli Europei Under 21 conquistati dagli Azzurrini tra il 1992 e 1996. Nella sezione del mondiale 2006 è esposto il completo indossato dal capitano Fabio Cannavaro[13]  in occasione della finale. Nella sezione dedicata all'europeo 1968 è presente la maglia numero 10 indossata da Giacinto Facchetti[14].
- Quinta sala: è lo spazio dedicato a mostre temporanee.
- Sesta sala: ospita la sala cinema, dove poter rivivere la storia della Nazionale grazie ad alcuni video emozionali.

La visita al museo dà la possibilità anche di visitare l'area dei campi del Centro Tecnico Federale di Coverciano, dove si allena la nazionale maggiore.

## Mostre
La Fondazione Museo del Calcio ospita regolarmente, all'interno dei suoi spazi, mostre temporanee ed eventi culturali finalizzati alla promozione della cultura sportiva e alla valorizzazione del ricco patrimonio storico presente all'interno della Fondazione stessa. Oltre all'esposizione permanente, la Fondazione organizza periodicamente mostre itineranti su tutto il territorio nazionale, presso altri musei ed istituzioni pubbliche. Essa inoltre promuove e favorisce rapporti di collaborazione con altri Musei e centri culturali, italiani ed esteri, attraverso il prestito di cimeli e la fruizione di numerosi documenti conservati nel proprio archivio storico.